# 甕牆

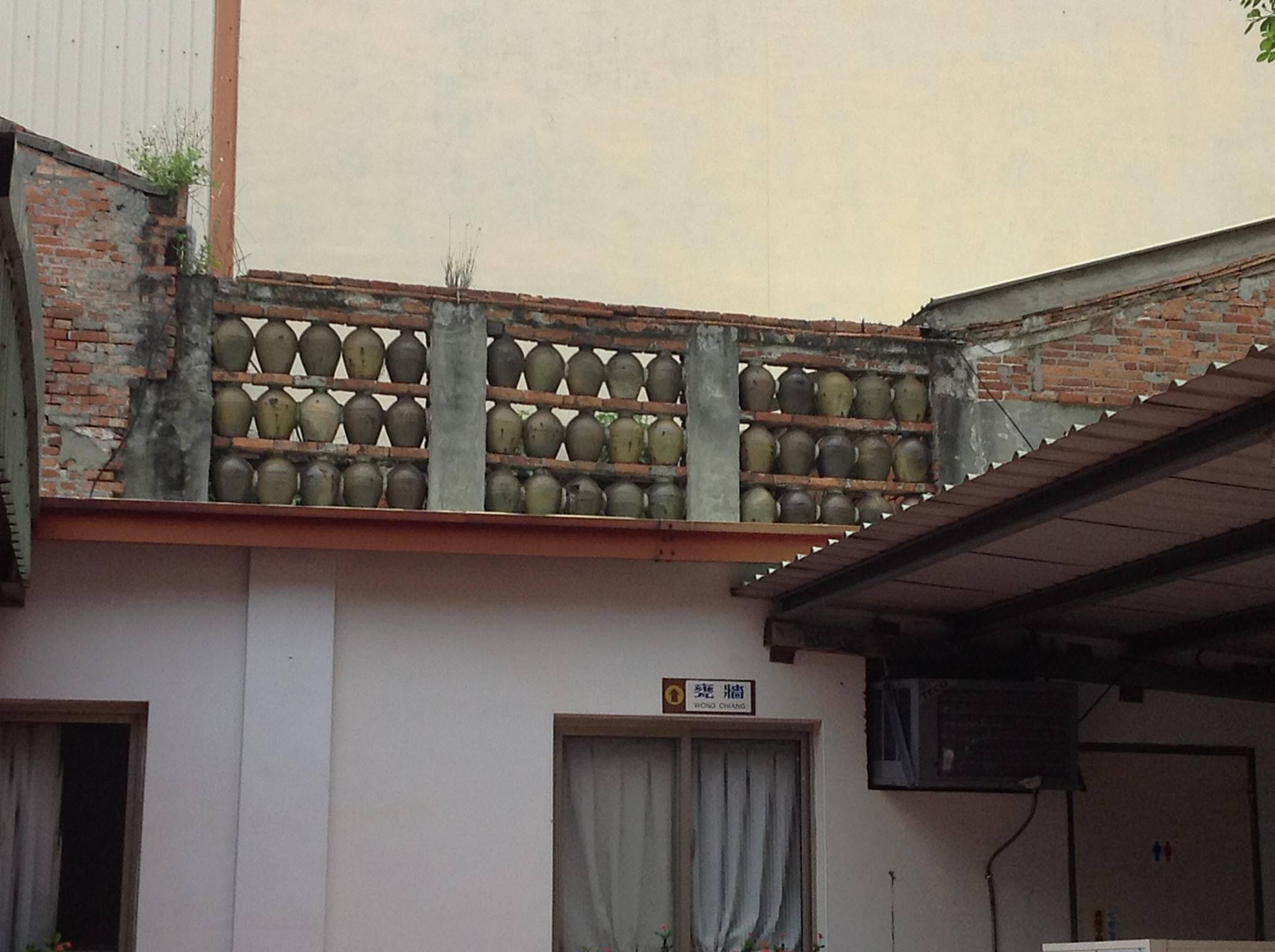
甕牆

甕牆是鹿港傳統民宅常見的牆上裝飾，位於中山路和興派出所旁的巷弄中，有著以120個酒甕堆砌而成的甕牆，為現存最完整的甕牆。

## 起源
關於甕牆有兩個說法，早期富裕的鹿港，因為商業發達與大陸往來頻繁，每當船隻回程時，會使用杉木、磚石和紹興酒甕來壓艙，以求平穩。二則是古代家庭中若有新生兒，會將紹興酒埋入地底。若是兒子，長大後高中及第，便以紹興宴客，稱之為「狀元紅」; 若是女兒，則稱為「女兒紅」，將之作為陪嫁的物品之一。
早期建築所師，將空紹興酒甕應用作圍牆裝飾，發揮材料特性美觀有趣，是一種上乘創意。另有一說為鹿港酒甕多到足以堆砌成牆，正反映出當時此處居民的富足。